# Numeri RSA
In matematica, i  numeri RSA sono un insieme di semiprimi (ossia numeri con esattamente due fattori primi) che facevano parte del RSA Factoring Challenge. La sfida, che consisteva nel trovare la fattorizzazione di tali numeri, è stata dichiarata conclusa nel 2007 ed era stata creata dai RSA Laboratories nel 1991 per incoraggiare la ricerca nella teoria dei numeri computazionale ed in particolare nella fattorizzazione di interi molto grandi.
All'inizio della sfida la RSA Laboratories pubblicò 54 semiprimi con numero di cifre decimali compreso tra 100 e 617. Ad alcuni di questi semiprimi fu associato un premio in denaro da destinare a chi ne avesse trovato per primo la fattorizzazione. Il primo dei numeri RSA fu fattorizzato in pochi giorni, ma per la maggior parte degli altri numeri il problema è ancora aperto e per molti di loro ci si aspetta che rimanga aperto ancora a lungo. Fino ad ora (gennaio 2021), sono stati fattorizzati 23 dei 54 numeri RSA, da RSA-100 a RSA-250.
La sfida fu dichiarata ufficialmente conclusa nel 2007, ma vari gruppi di lavoro continuano tuttora a cercare di fattorizzare i numeri rimanenti. Al momento di interrompere la sfida, la RSA Laboratories dichiarò che "Ora che l'industria ha raggiunto una comprensione più avanzata della potenza crittografica degli algoritmi a chiave simmetrica e a chiave pubblica, la sfida non è più attiva".Alcuni dei premi di valore minore sono stati assegnati nel corso degli anni, mentre tutti quelli non ancora assegnati al momento della chiusura della sfida sono stati annullati.
La cifra nel nome dei primi numeri RSA generati, da RSA-100 a RSA-500, indica il numero delle cifre decimali; successivamente, a partire da RSA-576, quello indicato è il numero di cifre binarie. Il numero RSA-617 rappresenta un'eccezione, in quanto creato prima del cambiamento nel sistema di numerazione. 

## RSA-100
La fattorizzazione di RSA-100 fu annunciata il 1º aprile 1991 da Arjen K. Lenstra. La fattorizzazione venne effettuata in pochi giorni utilizzando il crivello quadratico su un MasPar computer.
La fattorizzazione di RSA-100 è la seguente:
```
RSA-100 = 15226050279225333605356183781326374297180681149613
          80688657908494580122963258952897654000350692006139
```

```
RSA-100 = 37975227936943673922808872755445627854565536638199
        × 40094690950920881030683735292761468389214899724061
```

La fattorizzazione di RSA-100 eseguita con il programma Msieve  su un processore Athlon 64 da 2200 MHz richiede quattro ore.

## RSA-110
RSA-110 è stato fattorizzato nell'aprile 1992 da Arjen K. Lenstra e Mark S. Manasse in circa un mese.
La fattorizzazione di RSA-110 è la seguente:
```
RSA-110 = 3579423417972586877499180783256845540300377802422822619
          3532908190484670252364677411513516111204504060317568667
```

```
RSA-110 = 6122421090493547576937037317561418841225758554253106999
        × 5846418214406154678836553182979162384198610505601062333
```

## RSA-120
RSA-120 è stato fattorizzato nel giugno 1993 da Thomas Denny, Bruce A. Dodson, Arjen K. Lenstra, e Mark S. Manasse. Il calcolo ha richiesto circa tre mesi.
La fattorizzazione di RSA-120 è la seguente:
```
RSA-120 = 227010481295437363334259960947493668895875336466084780038173
          258247009162675779735389791151574049166747880487470296548479
```

```
RSA-120 = 327414555693498015751146303749141488063642403240171463406883
        × 693342667110830181197325401899700641361965863127336680673013
```

## RSA-129
RSA-129 non faceva propriamente parte del RSA Factoring challenge, ed è legato all'articolo di Martin Gardner sullo Scientific American dell'agosto 1977. È stato fattorizzato nell'aprile 1994 da un team diretto da Derek Atkins, Michael Gradd, Arjen K. Lenstra e Paul Lyland, usando approssimativamente 1600 computer con la collaborazione di circa 600 volontari connessi tramite Internet;  un premio di $100 USD è stato assegnato dalla RSA Security per la sua fattorizzazione, il quale è stato donato alla Free Software Foundation.
La fattorizzazione di RSA-129 è la seguente:
```
RSA-129 = 11438162575788886766923577997614661201021829672124236256256184293
          5706935245733897830597123563958705058989075147599290026879543541
```

```
RSA-129 = 3490529510847650949147849619903898133417764638493387843990820577 
        × 32769132993266709549961988190834461413177642967992942539798288533
```

La fattorizzazione è stata calcolata usando l'algoritmo del crivello quadratico.
La sfida per la fattorizzazione includeva un messaggio da decriptare con RSA-129. Una volta decriptato usando la fattorizzazione il messaggio trovato fu "The Magic Words are Squeamish Ossifrage" (in italiano, Le parole magiche sono avvoltoio schizzinoso).

## RSA-130
RSA-130 è stato fattorizzato il 10 aprile 1996 da un team diretto da Arjen K. Lenstra con Jim Cowie, Marije Elkenbracht-Huizing, Wojtek Furmanski, Peter L. Montgomery, Damian Weber e Joerg Zayer.
La fattorizzazione di RSA-130 è la seguente:
```
RSA-130 = 18070820886874048059516561644059055662781025167694013491701270214
          50056662540244048387341127590812303371781887966563182013214880557
```

```
RSA-130 = 39685999459597454290161126162883786067576449112810064832555157243
        × 45534498646735972188403686897274408864356301263205069600999044599
```

La fattorizzazione è stata calcolata usando il Crivello dei campi di numeri e il polinomio:
```
   5748302248738405200 x
5
 +  9882261917482286102 x
4
 
- 13392499389128176685 x
3
 + 16875252458877684989 x
2

+  3759900174855208738 x
1
 - 46769930553931905995
```

che ha una radice uguale a 12574411168418005980468 modulo RSA-130.

## RSA-140
RSA-140 è stato fattorizzato il 2 febbraio 1999 da un team diretto da Herman J. J. te Riele e con la partecipazione di Stefania Cavallar, Bruce Dodson, Arjen K. Lenstra, Paul Leyland, Walter Lioen, Peter Montgomery, Brian Murphy e Paul Zimmermann.
La fattorizzazione di RSA-140 è la seguente:
```
RSA-140 = 2129024631825875754749788201627151749780670396327721627823338321538194
          9984056495911366573853021918316783107387995317230889569230873441936471
```

```
RSA-140 = 3398717423028438554530123627613875835633986495969597423490929302771479 
        × 6264200187401285096151654948264442219302037178623509019111660653946049 
```

La fattorizzazione è stata calcolata usando il Crivello dei campi di numeri.

## RSA-150
RSA-150 venne ritirato anticipatamente dalla sfida dalla RSA Security; è stato comunque fattorizzato da Aoku e altri nel 2004 usando il Crivello dei campi di numeri.
La fattorizzazione di RSA-150 è la seguente:
```
RSA-150 = 155089812478348440509606754370011861770654545830995430655466945774312632703
          463465954363335027577729025391453996787414027003501631772186840890795964683
```

```
RSA-150 = 348009867102283695483970451047593424831012817350385456889559637548278410717
        × 445647744903640741533241125787086176005442536297766153493419724532460296199
```

## RSA-155
RSA-155 è stato fattorizzato il 22 agosto 1999 da un team guidato da Herman te Riele comprendente Stefania Cavallar, Bruce Dodson, Arjen K. Lenstra, Walter Lioen, Peter L. Montgomery, Brian Murphy, Karen Aardal, Jeff Gilchrist, Gerard Guillerm, Paul Leyland, Joel Marchand, Francois Morain, Alec Muffett, Craig Putnam, Chris Putnam e Paul Zimmermann.
La fattorizzazione di RSA-155 è la seguente:
```
RSA-155 = 109417386415705274218097073220403576120037329454492059909138421314763499842889
          34784717997257891267332497625752899781833797076537244027146743531593354333897 
```

```
RSA-155 = 102639592829741105772054196573991675900716567808038066803341933521790711307779 
        × 106603488380168454820927220360012878679207958575989291522270608237193062808643 
```

La fattorizzazione è stata calcolata usando il Crivello dei campi di numeri ed ha richiesto circa 8000 MIPS-anni di calcoli, pari a circa 250.000 bilioni di istruzioni (2,5 × 1017 istruzioni).

## RSA-160
RSA-160 è stato fattorizzato il 1º aprile 2003 da un gruppo di lavoro dell'Università di Bonn, in collaborazione con la Bundesamt für Sicherheit in der Informationstechnik (BSI, "Ufficio federale per la sicurezza informatica"). Il team conteneva Jens Franke, F. Bahr, Thorsten Kleinjung, M. Lochter e M. Böhm e la fattorizzazione è stata calcolata usando il Crivello dei campi di numeri.
La fattorizzazione di RSA-160 è la seguente:
```
RSA-160 = 21527411027188897018960152013128254292577735888456759801704976767781331452188591
          35673011059773491059602497907111585214302079314665202840140619946994927570407753
```

```
RSA-160 = 45427892858481394071686190649738831656137145778469793250959984709250004157335359 
        × 47388090603832016196633832303788951973268922921040957944741354648812028493909367
```

## RSA-170
RSA-170 è stato fattorizzato il 29 dicembre 2009 da D. Bonenberger e M. Krone dell'università Fachhochschule Braunschweig/Wolfenbüttel.
La fattorizzazione di RSA-170 è la seguente:
```
RSA-170 = 2606262368413984492152987926667443219708592538048640641616478519185999962854206936145
          0283931914514618683512198164805919882053057222974116478065095809832377336510711545759
```

```
RSA-170 = 3586420730428501486799804587268520423291459681059978161140231860633948450858040593963
        × 7267029064107019078863797763923946264136137803856996670313708936002281582249587494493
```

La fattorizzazione è stata calcolata usando il Crivello dei campi di numeri.

## RSA-576
RSA-576 è stato fattorizzato il 3 dicembre 2003 da J. Franke e T. Kleinjung all'Università di Bonn, usando il Crivello dei campi di numeri.
La fattorizzazione di RSA-576 è la seguente:
```
RSA-576 = 188198812920607963838697239461650439807163563379417382700763356422988859715234665485319
          060606504743045317388011303396716199692321205734031879550656996221305168759307650257059
```

```
RSA-576 = 398075086424064937397125500550386491199064362342526708406385189575946388957261768583317
        × 472772146107435302536223071973048224632914695302097116459852171130520711256363590397527
```

## RSA-180
RSA-180 è stato fattorizzato l'8 maggio 2010 da S. A. Danilov e I. A. Popovyan dell'Università statale di Mosca.
```
RSA-180 = 1911479277189866096892294666314546498129862462766673548641885036388072607034
          3679905877620136513516127813425829612810920004670291298456875280033022177775
          2773957404540495707851421041
```

```
RSA-180 = 400780082329750877952581339104100572526829317815807176564882178998497572771950624613470377
        × 476939688738611836995535477357070857939902076027788232031989775824606225595773435668861833
```

La fattorizzazione è stata calcolata usando il Crivello dei campi di numeri eseguito su 3 Intel Core i7.

## RSA-190
RSA-190 (629 bits) è stato fattorizzato l'8 novembre 2010 da I. A. Popovyan from Moscow State University, Russia e A. Timofeev from CWI, Netherlands.
```
RSA-190 = 1907556405060696491061450432646028861081179759533184460647975622318915025587
         1841757540549761551215932934922604641526300932385092466032074171247261215808
         58185985938946945490481721756401423481
```

```
RSA-190 = 31711952576901527094851712897404759298051473160294503277847619278327936427981256542415724309619
        × 60152600204445616415876416855266761832435433594718110725997638280836157040460481625355619404899
```

## RSA-640
RSA-640 è stato fattorizzato il 4 novembre 2005 da F. Bahr, M. Boehm, J. Franke e T. Kleinjung della Bundesamt für Sicherheit in der Informationstechnik (BSI), i quali hanno dunque vinto il premio di 20.000 dollari associato a tale numero. Lo stesso gruppo qualche mese prima aveva fattorizzato RSA-200.
La fattorizzazione di RSA-640 è la seguente:
```
RSA-640 = 31074182404900437213507500358885679300373460228427275457201619488232064405
          18081504556346829671723286782437916272838033415471073108501919548529007337
          724822783525742386454014691736602477652346609
```

```
RSA-640 = 1634733645809253848443133883865090859841783670033092312181110852389333100104508151212118167511579
          x 1900871281664822113126851573935413975471896789968515493666638539088027103802104498957191261465571
```

Il calcolo ha richiesto circa 5 mesi su 80 CPU Opteron a 2.2 GHz ed è stato effettuato usando il Crivello dei campi di numeri.

## RSA-200
RSA-200 è stato fattorizzato il 9 maggio 2005 da F. Bahr, M. Boehm, J. Franke, e T. Kleinjung della Bundesamt für Sicherheit in der Informationstechnik (BSI). La potenza di calcolo utilizzata è paragonabile a quella di 75 anni di lavoro su un PC basato su processore Opteron a 2,2 GHz. 
La fattorizzazione di RSA-200 è la seguente:
```
RSA-200 = 2799783391122132787082946763872260162107044678695
          5428537560009929326128400107609345671052955360856
          0618223519109513657886371059544820065767750985805
          57613579098734950144178863178946295187237869221823983
```

```
RSA-200 = 3532461934402770121272604978198464368671197400197625023649303468776121253679
          423200058547956528088349
        × 7925869954478333033347085841480059687737975857364219960734330341455767872818
          152135381409304740185467
```

## RSA-210
RSA-210 è stato fattorizzato nel settembre 2013 da Ryan Propper.
```
RSA-210 = 2452466449002782119765176635730880184670267876783327597434144517150616008300
          3858721695220839933207154910362682719167986407977672324300560059203563124656
          1218465817904100131859299619933817012149335034875870551067
```

```
RSA-210 = 4359585683259407917999519653872144063854709102652201963187054821445240853452
          75999740244625255428455944579
        × 5625457617268841037562770073044474817438769440075105451049468510945483965774
          79473472146228550799322939273
```

## RSA-704
RSA-704 ha una lunghezza di 212 cifre decimali; ad esso la RSA Laboratories aveva associato un premio di 30.000 dollari, premio che è stato ritirato nel 2007 alla conclusione della sfida. È stato fattorizzato da Shi Bai, Emmanuel Thomé e Paul Zimmermann il 2 luglio 2012.
```
RSA-704 = 74037563479561712828046796097429573142593188889231289084936232638972765034
          02826627689199641962511784399589433050212758537011896809828673317327310893
          0900552505116877063299072396380786710086096962537934650563796359
```

```
RSA-704 = 90912135295978188784406583026004374858926083103283587204285121689604115286
          40933367824950788367956756806141
        × 81438592591100452657278091262844293358778990021676278832009141724293243601
          33004116702003240828777970252499
```

## RSA-220
RSA-220 ha una lunghezza di 220 cifre ed è stato fattorizzato da S. Bai, P. Gaudry, A. Kruppa, E. Thomé and P. Zimmermann il 13 maggio 2016.
```
RSA-220 = 2260138526203405784941654048610197513508038915719776718321197768109445641817
          9666766085931213065825772506315628866769704480700018111497118630021124879281
          99487482066070131066586646083327982803560379205391980139946496955261
```

```
RSA-220 = 6863656412267566274382371499288437800130842239979164844621244993321541061441
          4642667938213644208420192054999687
        × 3292907439486349812049301549212935291916455196536233952462686051169290349309
          4652463337824866390738191765712603
```

## RSA-230
RSA-230 ha una lunghezza di 230 cifre ed è stato fattorizzato da Samuel S. Gross il 15 agosto 2018.
```
RSA-230 = 1796949159794106673291612844957324615636756180801260007088891883553172646
          0341490933493372247868650755230855864199929221814436684722874052065257937
          4956943483892631711525225256544109808191706117425097024407180103648316382
          88518852689
RSA-230 = 4528450358010492026612439739120166758911246047493700040073956759261590397
          250033699357694507193523000343088601688589
        × 3968132623150957588532394439049887341769533966621957829426966084093049516
          953598120833228447171744337427374763106901
```

## RSA-232
RSA-232 ha una lunghezza di 232 cifre decimali ed è stato fattorizzato il 17 febbraio 2020 da N. L. Zamarashkin, D. A. Zheltkov e S. A. Matveev. 
```
RSA-232 = 1009881397871923546909564894309468582818233821955573955141120516205831021338
          5285453743661097571543636649133800849170651699217015247332943892702802343809
          6090980497644054071120196541074755382494867277137407501157718230539834060616
          2079
```

```
RSA-232 = 2966909333208360660361779924242630634742946262521852394401857157419437019472
          3262390744910112571804274494074452751891
        × 3403816175197563438006609498491521420547121760734723172735163413276050706174
          8526506443144325148088881115083863017669
```

## RSA-768
RSA-768 ha una lunghezza di 232 cifre decimali ed è stato fattorizzato il 12 dicembre 2009 da Thorsten Kleinjung, Kazumaro Aoki, Jens Franke, Arjen K. Lenstra, Emmanuel Thomé, Pierrick Gaudry, Alexander Kruppa, Peter Montgomery, Joppe W. Bos, Dag Arne Osvik, Herman te Riele, Andrey Timofeev, e Paul Zimmermann.
```
RSA-768 = 12301866845301177551304949583849627207728535695953347921973224521517264005
          07263657518745202199786469389956474942774063845925192557326303453731548268
          50791702612214291346167042921431160222124047927473779408066535141959745985
          6902143413

RSA-768 = 33478071698956898786044169848212690817704794983713768568912431388982883793
          878002287614711652531743087737814467999489
        × 36746043666799590428244633799627952632279158164343087642676032283815739666
          511279233373417143396810270092798736308917
```

## RSA-240
RSA-240 è stato fattorizzato il 2 dicembre 2019 da Fabrice Boudot, Pierrick Gaudry, Aurore Guillevic, Nadia Heninger, Emmanuel Thomé, e Paul Zimmermann.
```
RSA-240 = 1246203667817187840658350446081065904348203746516788057548187888832896668011
          8821085503603957027250874750986476843845862105486553797025393057189121768431
          8286362846948405301614416430468066875699415246993185704183030512549594371372
          159029236099

RSA-240 = 5094359522858399145550510235808437141326483820241114731866602965218212064697
          46700620316443478873837606252372049619334517 
        × 2446242088383181505678131390240028966538020925789314014520412213365584770951
          78155258218897735030590669041302045908071447
```

## RSA-250
RSA-250 è stato fattorizzato il 28 febbraio 2020 da Fabrice Boudot, Pierrick Gaudry, Aurore Guillevic, Nadia Heninger, Emmanuel Thomé, e Paul Zimmermann.
```
RSA-250 = 2140324650240744961264423072839333563008614715144755017797754920881418023447
          1401366433455190958046796109928518724709145876873962619215573630474547705208
          0511905649310668769159001975940569345745223058932597669747168173806936489469
          9871578494975937497937

RSA-250 = 6413528947707158027879019017057738908482501474294344720811685963202453234463
          0238623598752668347708737661925585694639798853367
        × 3337202759497815655622601060535511422794076034476755466678452098702384172921
          0037080257448673296881877565718986258036932062711
```

## RSA-260
RSA-260 non è ancora stato fattorizzato.
```
RSA-260 = 2211282552952966643528108525502623092761208950247001539441374831912882294140
          2001986512729726569746599085900330031400051170742204560859276357953757185954
          2988389587092292384910067030341246205457845664136645406842143612930176940208
          46391065875914794251435144458199
```

## RSA-270
RSA-270 non è ancora stato fattorizzato.
```
RSA-270 = 2331085303444075445276376569106805241456198124803054490429486119684959182451
          3578286788836931857711641821391926857265831491306067262691135402760979316634
          1626693946596196427744273886601876896313468704059066746903123910748277606548
          649151920812699309766587514735456594993207
```

## RSA-896
RSA-896 ha una lunghezza di 270 cifre decimali e non è ancora stato fattorizzato; ad esso la RSA Laboratories aveva associato un premio di 75.000 dollari, premio che è stato ritirato nel 2007 alla conclusione della sfida.
```
RSA-896 = 41202343698665954385553136533257594817981169984432798284545562643387644556
          52484261980988704231618418792614202471888694925609317763750334211309823974
          85150944909106910269861031862704114880866970564902903653658867433731720813
          104105190864254793282601391257624033946373269391
```

## RSA-280
RSA-280 non è ancora stato fattorizzato.
```
RSA-280 = 1790707753365795418841729699379193276395981524363782327873718589639655966058
          5783742549640396449103593468573113599487089842785784500698716853446786525536
          5503525160280656363736307175332772875499505341538927978510751699922197178159
          7724733184279534477239566789173532366357270583106789
```

## RSA-290
RSA-290 non è ancora stato fattorizzato.
```
RSA-290 = 3050235186294003157769199519894966400298217959748768348671526618673316087694
          3419156362946151249328917515864630224371171221716993844781534383325603218163
          2549201100649908073932858897185243836002511996505765970769029474322210394327
          60575157628357292075495937664206199565578681309135044121854119
```

## RSA-300
RSA-300 non è ancora stato fattorizzato.
```
RSA-300 = 2769315567803442139028689061647233092237608363983953254005036722809375824714
          9473946190060218756255124317186573105075074546238828817121274630072161346956
          4396741836389979086904304472476001839015983033451909174663464663867829125664
          459895575157178816900228792711267471958357574416714366499722090015674047
```

## RSA-309
RSA-309 non è ancora stato fattorizzato.
```
RSA-309 = 1332943998825757583801437794588036586217112243226684602854588261917276276670
          5425540467426933349195015527349334314071822840746357352800368666521274057591
          1870128339157499072351179666739658503429931021985160714113146720277365006623
          6927218079163559142755190653347914002967258537889160429597714204365647842739
          10949
```

## RSA-1024
RSA-1024 ha una lunghezza di 309 cifre decimali e non è ancora stato fattorizzato; ad esso la RSA Laboratories aveva associato un premio di 100.000 dollari, premio che è stato ritirato nel 2007 alla conclusione della sfida.
L'eventuale fattorizzazione di RSA-1024 avrebbe importanti conseguenze sulla sicurezza di molti messaggi crittati con l'algoritmo di crittografia a chiave pubblica RSA; infatti attualmente la lunghezza delle chiavi comunemente usate con tale algoritmo è di 1024 bits.
```
RSA-1024 = 13506641086599522334960321627880596993888147560566702752448514385152651060
           48595338339402871505719094417982072821644715513736804197039641917430464965
           89274256239341020864383202110372958725762358509643110564073501508187510676
           59462920556368552947521350085287941637732853390610975054433499981115005697
           7236890927563
```

## RSA-310
RSA-310 non è ancora stato fattorizzato.
```
RSA-310 = 1848210397825850670380148517702559371400899745254512521925707445580334710601
          4125276757082979328578439013881047668984294331264191394626965245834649837246
          5163148188847336415136873623631778358751846501708714541673402642461569061162
          0116380982484120857688483676576094865930188367141388795454378671343386258291
          687641
```

## RSA-320
RSA-320 non è ancora stato fattorizzato.
```
RSA-320 = 2136810696410071796012087414500377295863767938372793352315068620363196552357
          8837094085435000951700943373838321997220564166302488321590128061531285010636
          8571638978998117122840139210685346167726847173232244364004850978371121744321
          8270343654835754061017503137136489303437996367224915212044704472299799616089
          2591129924218437
```

## RSA-330
RSA-330 non è ancora stato fattorizzato.
```
RSA-330 = 1218708633106058693138173980143325249157710686226055220408666600017481383238
          1352456802425903555880722805261111079089882303717632638856140900933377863089
          0634828167900405006112727432172179976427017137792606951424995281839383708354
          6364684839261149319768449396541020909665209789862312609604983709923779304217
          01862444655244698696759267
```

## RSA-340
RSA-340 non è ancora stato fattorizzato.
```
RSA-340 = 2690987062294695111996484658008361875931308730357496490239672429933215694995
          2758588771223263308836649715112756731997946779608413232406934433532048898585
          9176676580752231563884394807622076177586625973975236127522811136600110415063
          0004691128152106812042872285697735145105026966830649540003659922618399694276
          990464815739966698956947129133275233
```

## RSA-350
RSA-350 non è ancora stato fattorizzato.
```
RSA-350 = 2650719995173539473449812097373681101529786464211583162467454548229344585504
          3495841191504413349124560193160478146528433707807716865391982823061751419151
          6068496555750496764686447379170711424873128631468168019548127029171231892127
          2886825928263239383444398948209649800021987837742009498347263667908976501360
          3382322972552204068806061829535529820731640151
```

## RSA-360
RSA-360 non è ancora stato fattorizzato.
```
RSA-360 = 2186820202343172631466406372285792654649158564828384065217121866374227745448
          7764963889680817334211643637752157994969516984539482486678141304751672197524
          0052350576247238785129338002757406892629970748212734663781952170745916609168
          9358372359962787832802257421757011302526265184263565623426823456522539874717
          61591019113926725623095606566457918240614767013806590649
```

## RSA-370
RSA-370 non è ancora stato fattorizzato.
```
RSA-370 = 1888287707234383972842703127997127272470910519387718062380985523004987076701
          7212819937261952549039800018961122586712624661442288502745681454363170484690
          7379449525034797494321694352146271320296579623726631094822493455672541491544
          2700993152879235272779266578292207161032746297546080025793864030543617862620
          878802244305286292772467355603044265985905970622730682658082529621
```

## RSA-380
RSA-380 non è ancora stato fattorizzato.
```
RSA-380 = 3013500443120211600356586024101276992492167997795839203528363236610578565791
          8270750937407901898070219843622821090980641477056850056514799336625349678549
          2187941807116344787358312651772858878058620717489800725333606564197363165358
          2237779263423501952646847579678711825720733732734169866406145425286581665755
          6977260763553328252421574633011335112031733393397168350585519524478541747311
```

## RSA-390
RSA-390 non è ancora stato fattorizzato.
```
RSA-390 = 2680401941182388454501037079346656065366941749082852678729822424397709178250
          4623002472848967604282562331676313645413672467684996118812899734451228212989
          1630084759485063423604911639099585186833094019957687550377834977803400653628
          6955344904367437281870253414058414063152368812498486005056223028285341898040
          0795447435865033046248751475297412398697088084321037176392288312785544402209
          1083492089
```

## RSA-400
RSA-400 non è ancora stato fattorizzato.
```
RSA-400 = 2014096878945207511726700485783442547915321782072704356103039129009966793396
          1419850865094551022604032086955587930913903404388675137661234189428453016032
          6191193056768564862615321256630010268346471747836597131398943140685464051631
          7519403149294308737302321684840956395183222117468443578509847947119995373645
          3607109795994713287610750434646825511120586422993705980787028106033008907158
          74500584758146849481
```

## RSA-410
RSA-410 non è ancora stato fattorizzato.
```
RSA-410 = 1965360147993876141423945274178745707926269294439880746827971120992517421770
          1079138139324539033381077755540830342989643633394137538983355218902490897764
          4412968474332754608531823550599154905901691559098706892516477785203855688127
          0635069372091564594333528156501293924133186705141485137856845741766150159437
          6063244163040088180887087028771717321932252992567756075264441680858665410918
          431223215368025334985424358839
```

## RSA-420
RSA-420 non è ancora stato fattorizzato.
```
RSA-420 = 2091366302476510731652556423163330737009653626605245054798522959941292730258
          1898373570076188752609749648953525484925466394800509169219344906273145413634
          2427186266197097846022969248579454916155633686388106962365337549155747268356
          4666583846809964354191550136023170105917441056517493690125545320242581503730
          3405952887826925813912683942756431114820292313193705352716165790132673270514
          3817744164107601735413785886836578207979
```

## RSA-430
RSA-430 non è ancora stato fattorizzato.
```
RSA-430 = 3534635645620271361541209209607897224734887106182307093292005188843884213420
          6950355315163258889704268733101305820000124678051064321160104990089741386777
          2424190744453885127173046498565488221441242210687945185565975582458031351338
          2070785777831859308900851761495284515874808406228585310317964648830289141496
          3289966226854692560410075067278840383808716608668377947047236323168904650235
          70092246473915442026549955865931709542468648109541
```

## RSA-440
RSA-440 non è ancora stato fattorizzato.
```
RSA-440 = 260142821195560259007078848737132055053981080459523528942350858966
          339127083743102526748005924267463190079788900653375731605419428681
          140656438533272294845029942332226171123926606357523257736893667452
          341192247905168387893684524818030772949730495971084733797380514567
          326311991648352970360740543275296663078122345977663907504414453144
          081718020709040727392759304102993590060596193055907019396277252961
          16299946059898442103959412221518213407370491
```

## RSA-450
RSA-450 non è ancora stato fattorizzato.
```
RSA-450 = 1984634237142836623497230721861131427789462869258862089878538009871598692569
          0078791591684242367262529704652673686711493985446003494265587358393155378115
          8032447061155145160770580926824366573211993981662614635734812647448360573856
          3132247491715526997278115514905618953253443957435881503593414842367096046182
          7643434794849824315251510662855699269624207451365738384255497823390996283918
          3287667419172988072221996532403300258906083211160744508191024837057033
```

## RSA-460
RSA-460 non è ancora stato fattorizzato.
```
RSA-460 = 1786856020404004433262103789212844585886400086993882955081051578507634807524
          1464078819812169681394445771476334608488687746254318292828603396149562623036
          3564554675355258128655971003201417831521222464468666642766044146641933788836
          8932452217321354860484353296131403821175862890998598653858373835628654351880
          4806362231643082386848731052350115776715521149453708868428108303016983133390
          0416365515466857004900847501644808076825638918266848964153626486460448430073
          4909
```

## RSA-1536
RSA-1536 ha una lunghezza di 463 cifre decimali e non è ancora stato fattorizzato; ad esso la RSA Laboratories aveva associato un premio di 150.000 dollari, premio che è stato ritirato nel 2007 alla conclusione della sfida.
```
RSA-1536 = 18476997032117414743068356202001644030185493386634101714717857749106516967
           11161249859337684305435744585616061544571794052229717732524660960646946071
           24962372044202226975675668737842756238950876467844093328515749657884341508
           84755282981867264513398633649319080846719904318743812833635027954702826532
           97802934916155811881049844908319545009848393775227257052578591944993870073
           69575568843693381277961308923039256969525326162082367649031603655137144791
           3932347169566988069
```

## RSA-470
RSA-470 non è ancora stato fattorizzato.
```
RSA-470 = 1705147378468118520908159923888702802518325585214915968358891836980967539803
          6897711442383602526314519192366612270595815510311970886116763177669964411814
          0957486602388713064698304619191359016382379244440741228665455229545368837485
          5874455212895044521809620818878887632439504936237680657994105330538621759598
          4047709603954312447692725276887594590658792939924609261264788572032212334726
          8553025718835659126454325220771380103576695555550710440908570895393205649635
          76770285413369
```

## RSA-480
RSA-480 non è ancora stato fattorizzato.
```
RSA-480 = 3026570752950908697397302503155918035891122835769398583955296326343059761445
          7144169659817040125185215913853345598217234371231338324773210726853524776378
          4105186549246199888070331088462855743520880671299302895546822695492968577380
          7067958428022008294111984222973260208233693152589211629901686973933487362360
          8129660418514569063995282978176790149760521395548532814196534676974259747930
          6858645849268328985687423881853632604706175564461719396117318298679820785491
          875674946700413680932103
```

## RSA-490
RSA-490 non è ancora stato fattorizzato.
```
RSA-490 = 1860239127076846517198369354026076875269515930592839150201028353837031025971
          3738522164743327949206433999068225531855072554606782138800841162866037393324
          6578171804201717222449954030315293547871401362961501065002486552688663415745
          9758925793594165651020789220067311416926076949777767604906107061937873540601
          5942747316176193775374190713071154900658503269465516496828568654377183190586
          9537640698044932638893492457914750855858980849190488385315076922453755527481
          1376719096144119390052199027715691
```

## RSA-500
RSA-500 non è ancora stato fattorizzato.
```
RSA-500 = 1897194133748626656330534743317202527237183591953428303184581123062450458870
          7687605943212347625766427494554764419515427586743205659317254669946604982419
          7301601038125215285400688031516401611623963128370629793265939405081077581694
          4786041721411024641038040278701109808664214800025560454687625137745393418221
          5494821277335671735153472656328448001134940926442438440198910908603252678814
          7850601132077287172819942445113232019492229554237898606631074891074722425617
          39680319169243814676235712934292299974411361
```

## RSA-617
RSA-617 non è ancora stato fattorizzato. Ha una lunghezza di 2048 cifre binarie.
```
RSA-617 = 2270180129378501419358040512020458674106123596276658390709402187921517148311
          9139894870133091111044901683400949483846818299518041763507948922590774925466
          0881718792594659210265970467004498198990968620394600177430944738110569912941
          2854289188085536270740767072259373777266697344097736124333639730805176309150
          6836310795312607239520365290032105848839507981452307299417185715796297454995
          0235053160409198591937180233074148804462179228008317660409386563445710347785
          5345712108053073639453592393265186603051504106096643731332367283153932350006
          7937107541955437362433248361242525945868802353916766181532375855504886901432
          221349733
```

## RSA-2048
RSA-2048 ha una lunghezza di 617 cifre decimali e non è ancora stato fattorizzato. È il più grande numero RSA e ad esso era associato il premio di valore più elevato, 200.000 dollari. Tale premio è stato ritirato nel 2007 alla conclusione della sfida. Probabilmente RSA-2048 non sarà fattorizzato per ancora molti anni, a meno di considerevoli progressi nella velocità di fattorizzazione dei numeri interi  o nella potenza computazionale.
```
RSA-2048 = 25195908475657893494027183240048398571429282126204032027777137836043662020
           70759555626401852588078440691829064124951508218929855914917618450280848912
           00728449926873928072877767359714183472702618963750149718246911650776133798
           59095700097330459748808428401797429100642458691817195118746121515172654632
           28221686998754918242243363725908514186546204357679842338718477444792073993
           42365848238242811981638150106748104516603773060562016196762561338441436038
           33904414952634432190114657544454178424020924616515723350778707749817125772
           46796292638635637328991215483143816789988504044536402352738195137863656439
           1212010397122822120720357 
```